# 勝賀城
勝賀城（かつがじょう）は、香川県高松市鬼無町佐料にあった日本の城。国の史跡に指定されている。

## 概要
勝賀城は中世讃岐国の豪族・香西氏の城で、高松市西部の勝賀山に位置していた山城である。現在は山上に土塁や井戸等の遺構が残っている。
承久3年（1221年）、承久の乱で戦功をあげ、香川・綾両郡の郡司に任じられた香西資村（藤原資村）は勝賀山山上に城を、東麓に平時の居城である佐料城を築き、以後香西氏の本拠となった。
室町時代になると、香西氏は讃岐国領主で室町幕府管領の細川氏の臣下として重きを成し、また瀬戸内海の塩飽水軍や村上水軍と連携し、貿易を行ったため、香西の城下町や港は大いに栄えた。この香西城下町は、敵の襲来に備え、迷路のように道が入り組んでいたため「香西の向き向き」と呼ばれた。讃岐国領主の細川氏が三好氏の下剋上により暗殺されるとこれに反発。天正２年には三好氏から攻められる。
天正3年（1575年）、長宗我部元親の讃岐侵攻に備え、新たに藤尾山に藤尾城が築かれ香西氏の本拠はそちらへうつった。この藤尾城の支城が作山城である。のち、香西氏は長宗我部氏と和議を結んだ。
しかし天正13年（1585年）豊臣秀吉の四国征伐で香西氏は破れ、これら香西氏の城は廃城となった。
城跡は1980年（昭和55年）8月6日に高松市指定史跡に指定され、2024年（令和6年）2月21日に国の史跡に指定された。